# Liptougou (departamento)
Liptougou es un departamento de la provincia de Gnagna, en la región Este, Burkina Faso. A 1 de julio de 2018 tenía una población estimada de 59 070 habitantes.
Se encuentra ubicado en el este de la provincia. Su chef-lieu es Liptougou.

## Localidades
Comprende 24 localidades:
- Bambilaré
- Bantiénima
- Bonsiéga
- Dadounga
- Dinalaye
- Djibali
- Djoari
- Fouga
- Gabondi
- Kodjéna
- Kokou
- Liptougou (chef-lieu)
- Lontakoani
- Nadouonou
- Nagnoagou
- Nalenga
- Nassourgou
- Ouaboidi
- Pintiagou
- Souloungou
- Tambiga
- Tantiaka
- Tolepsi
- Touolongou